# Brookfield, Wisconsin
Brookfield är en stad (city) i Waukesha County i Wisconsin i USA. Vid 2010 års folkräkning hade Brookfield 37 920 invånare.